# Мунтениј де Сус (Васлуј)
Мунтениј де Сус (рум. Muntenii de Sus) насеље је у Румунији у округу Васлуј у општини Мунтениј де Сус. Oпштина се налази на надморској висини од 143 m.

## Становништво
Према подацима из 2002. године у насељу је живело 1432 становника, од којих су сви румунске националности.